# Konference v Évianu

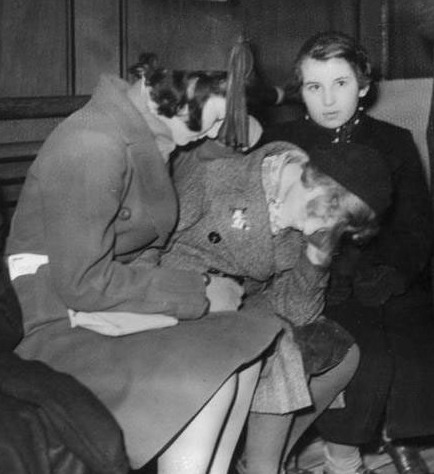
Německé židovské děti po příjezdu do Spojeného království.

Konference v Évianu (francouzsky Conférence d’Évian) byla svolána v červenci 1938 z iniciativy amerického prezidenta Franklina D. Roosevelta k prodiskutování otázky rostoucího počtu židovských uprchlíků prchajících před nacistickou perzekucí. Konference trvala celkem osm dní a během 6. a 13. července při ní jednali zástupci 31 států v Évian-les-Bains ve Francii. Zúčastnilo se jí rovněž dvacet čtyři dobrovolnických organizací jakožto pozorovatelé a mnoho z nich prezentovalo své plány ústně a písemně. Skutečnost, že se na konferenci nepodařilo prosadit rezoluci odsuzující německé chování vůči Židům byla využívána nacistickou propagandou. Jedním ze zaznívajících názorů hodnotících závěry této konference je takový, že selhání nalezení dohody nad tím, kdo bude přijímat židovské migranty z Německa ještě více povzbudila Adolfa Hitlera v jeho útoku proti evropským Židům.
Jednou ze zúčastněných byla i Golda Meyersonová, židovská pozorovatelka z Palestiny a pozdější izraelská premiérka, známá spíše jako Golda Meirová. Ve svých pamětech popisovala, jak delegáti ze 31 zemí opakovaně vyjadřovali zármutek nad osudem evropských Židů, zároveň však uváděli, proč jejich státy nemohou s přijetím uprchlíků pomoci. Konečným výsledkem konference byla Golda Meyersonová velmi zklamána, což dala najevo i ve svém vyjádření pro tisk, když uvedla: „Existuje jen jedna věc, které se doufám dožiji předtím, než zemřu, a to, že můj lid již nikdy nebude potřebovat jakékoliv vyjadřování soucitu.“